# The Masked Singer (Vereinigte Staaten)/Staffel 6
Die sechste Staffel der US-amerikanischen Musikshow The Masked Singer wurde vom 22. September bis zum 15. Dezember 2021 von Fox ausgestrahlt. Moderiert wurde die Staffel von Nick Cannon. Das Rateteam bestand wie in den vorherigen fünf Staffeln neben mehreren Gastjuroren aus dem Sänger Robin Thicke, der Moderatorin Jenny McCarthy, dem Schauspieler Ken Jeong sowie der Sängerin Nicole Scherzinger. Siegerin wurde Jewel als Queen of Hearts.

## Rateteam
| Folge | Ständige Mitglieder | Ständige Mitglieder | Ständige Mitglieder | Ständige Mitglieder | Gastmitglied  |
| ----- | ------------------- | ------------------- | ------------------- | ------------------- | ------------- |
| 1     | Robin Thicke        | Jenny McCarthy      | Ken Jeong           | Nicole Scherzinger  | —             |
| 2     | Robin Thicke        | Jenny McCarthy      | Ken Jeong           | Nicole Scherzinger  | —             |
| 3     | Robin Thicke        | Jenny McCarthy      | Ken Jeong           | Nicole Scherzinger  | —             |
| 4     | Robin Thicke        | Jenny McCarthy      | Ken Jeong           | Nicole Scherzinger  | —             |
| 5     | Robin Thicke        | Jenny McCarthy      | Ken Jeong           | Nicole Scherzinger  | —             |
| 6     | Robin Thicke        | Jenny McCarthy      | Ken Jeong           | Nicole Scherzinger  | Leslie Jordan |
| 7     | Robin Thicke        | Jenny McCarthy      | Ken Jeong           | Nicole Scherzinger  | Joel McHale   |
| 8     | Robin Thicke        | Jenny McCarthy      | Ken Jeong           | Nicole Scherzinger  | Will.i.am     |
| 9     | Robin Thicke        | Jenny McCarthy      | Ken Jeong           | Nicole Scherzinger  | Cheryl Hines  |
| 10    | Robin Thicke        | Jenny McCarthy      | Ken Jeong           | Nicole Scherzinger  | —             |
| 11    | Robin Thicke        | Jenny McCarthy      | Ken Jeong           | Nicole Scherzinger  | —             |
| 12    | Robin Thicke        | Jenny McCarthy      | Ken Jeong           | Nicole Scherzinger  | —             |

## Teilnehmer

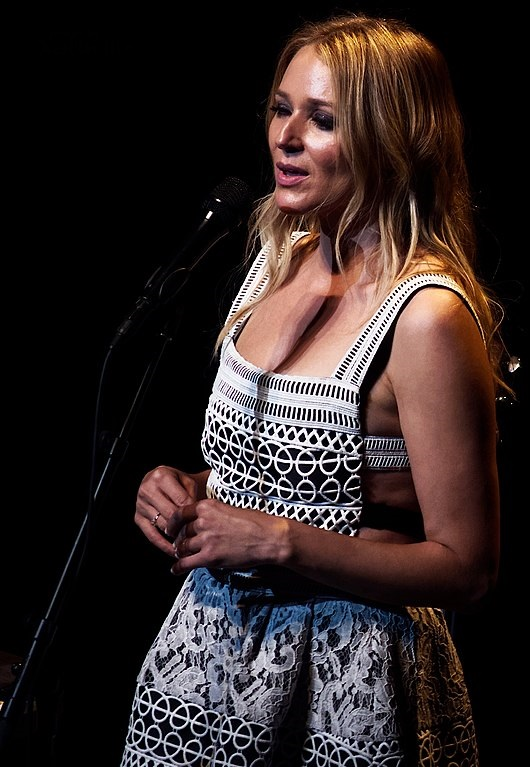
Jewel, Gewinnerin der sechsten Staffel

Laut Fox erhielten die Teilnehmer zusammen unter anderem 85 Grammy- und drei Oscar-Nominierungen sowie je zwölf für den Emmy und die Goldene Himbeere, gewannen 27 Grammys und traten zwei Mal beim Super Bowl in Erscheinung. Ebenfalls zwei Kandidaten wurde bei nicht näher genannten Preisverleihungen eine Auszeichnung für ihr Lebenswerk überreicht.
In der Staffel ist der Take It Off Buzzer neu dazugekommen. Nach dessen Betätigung konnte ein Mitglied des Rateteams eine Einschätzung zur Identität eines Kandidaten abgeben, der oder die sich bei einer korrekten Antwort sofort demaskieren musste. Allerdings wurde beide Male die falsche Person genannt: Statt Natasha Bedingfield tippte Ken Jeong auf Sara Bareilles, Jenny McCarthy statt Bobby Berk auf Jake Gyllenhaal.
| Platz | Kostüm                        | Person                          | Bekannt als                                         | Aus in Folge | Quelle |
| ----- | ----------------------------- | ------------------------------- | --------------------------------------------------- | ------------ | ------ |
| 1     | Queen of Hearts (Herzkönigin) | Jewel                           | Sängerin, Schauspielerin                            | 12           | [ 7 ]  |
| 2     | Bull (Stier)                  | Todrick Hall                    | Sänger, Schauspieler, Tänzer, Webvideoproduzent     | 12           | [ 8 ]  |
| 3     | Banana Split (Bananensplit)   | David Foster & Katharine McPhee | Komponist, Musikproduzent; Sängerin, Schauspielerin | 11           | [ 9 ]  |
| 4     | Skunk (Stinktier)             | Faith Evans                     | Sängerin                                            | 10           | [ 10 ] |
| 5     | Caterpillar WC (Raupe)        | Bobby Berk                      | Innenarchitekt, TV-Persönlichkeit                   | 9            | [ 11 ] |
| 6     | Mallard (Stockente)           | Willie Robertson                | TV-Persönlichkeit, Unternehmer                      | 9            | [ 12 ] |
| 7     | Pepper WC (Chilischote)       | Natasha Bedingfield             | Sängerin                                            | 8            | [ 13 ] |
| 8     | Jester WC (Hofnarr)           | John Lydon                      | Sänger                                              | 8            | [ 14 ] |
| 9     | Beach Ball WC (Strandball)    | June Shannon & Alana Thompson   | TV-Persönlichkeiten                                 | 7            | [ 15 ] |
| 10    | Hamster WC                    | Rob Schneider                   | Schauspieler                                        | 6            | [ 16 ] |
| 11    | Cupcake                       | Ruth Pointer                    | Sängerin                                            | 5            | [ 17 ] |
| 12    | Baby WC                       | Larry the Cable Guy             | Komiker, Moderator, Schauspieler                    | 4            | [ 18 ] |
| 13    | Dalmatian (Dalmatiner)        | Tyga                            | Rapper                                              | 3            | [ 19 ] |
| 14    | Pufferfish (Kugelfisch)       | Toni Braxton                    | Sängerin                                            | 2            | [ 20 ] |
| 15 1  | Mother Nature (Mutter Natur)  | Vivica A. Fox                   | Schauspielerin                                      | 1            | [ 21 ] |
| 16    | Octopus (Oktopus)             | Dwight Howard                   | Basketballspieler                                   | 1            | [ 22 ] |

Pointer sollte eigentlich zusammen mit ihrer Schwester Anita an der Staffel teilnehmen, die jedoch aufgrund einer Erkrankung absagen musste.

## Folgen
|   | Kostüm        | Lied, Originalinterpret            | Ergebnis      |
| - | ------------- | ---------------------------------- | ------------- |
| 1 | Skunk         | Diamonds – Sam Smith               | Gewonnen      |
| 2 | Octopus       | Tutti Frutti – Little Richard      | Ausgeschieden |
| 3 | Pufferfish    | Say So – Doja Cat                  | Gewonnen      |
| 4 | Mother Nature | I’m Coming Out – Diana Ross        | Ausgeschieden |
| 5 | Bull          | Drops of Jupiter (Tell Me) – Train | Gewonnen      |

|   | Kostüm     | Lied, Originalinterpret                                 | Ergebnis      | Indizien-Gegenstände                    |
| - | ---------- | ------------------------------------------------------- | ------------- | --------------------------------------- |
| 1 | Hamster    | Oh, Pretty Woman – Roy Orbison                          | Gewonnen      | Baseballschläger, Moos, Plüsch-Erdbeere |
| 2 | Skunk      | It’s a Man’s Man’s Man’s World – James Brown            | Gewonnen      | Boa, Pompon, Projektor                  |
| 3 | Pufferfish | Levitating – Dua Lipa feat. DaBaby                      | Ausgeschieden | Spelling Bee-Banner, Seifenblasen       |
| 4 | Bull       | What Hurts the Most – Mark Wills                        | Gewonnen      | Cheerleader, Rose                       |
| 5 | Baby       | You’re the First, the Last, My Everything – Barry White | Gewonnen      | Zeugnis                                 |

|   | Kostüm          | Lied, Originalinterpret                                           | Ergebnis      |
| - | --------------- | ----------------------------------------------------------------- | ------------- |
| 1 | Queen of Hearts | Born This Way – Lady Gaga                                         | Gewonnen      |
| 2 | Mallard         | Save a Horse (Ride a Cowboy) – Big & Rich                         | Gewonnen      |
| 3 | Cupcake         | Heat Wave – Martha & the Vandellas                                | Gewonnen      |
| 4 | Dalmatian       | Beautiful – Snoop Dogg feat. Pharrell Williams & Charlie Wilson   | Ausgeschieden |
| 5 | Banana Split    | A Million Dreams – Hugh Jackman & Michelle Williams & Ziv Zaifman | Gewonnen      |

|   | Kostüm  | Lied, Originalinterpret                              | Ergebnis      | Indizien-Gegenstand                     |
| - | ------- | ---------------------------------------------------- | ------------- | --------------------------------------- |
| 1 | Bull    | Circus – Britney Spears                              | Gewonnen      | Weihnachtsgeschenk                      |
| 2 | Hamster | Crazy Little Thing Called Love – Queen               | Gewonnen      | Trinkhelm                               |
| 3 | Skunk   | Midnight Train to Georgia – Gladys Knight & the Pips | Gewonnen      | Radiorekorder mit Down by the Riverside |
| 4 | Baby    | Meet the Flintstones – Randy Van Horne Singers       | Ausgeschieden | Grill, Kühlbox                          |
| 5 | Pepper  | Jealous – Labrinth                                   | Gewonnen      | Rollschuhe                              |

|   | Kostüm          | Lied, Originalinterpret            | Ergebnis      |
| - | --------------- | ---------------------------------- | ------------- |
| 1 | Banana Split    | Cry Me a River – Julie London      | Gewonnen      |
| 2 | Cupcake         | Finesse – Bruno Mars feat. Cardi B | Ausgeschieden |
| 3 | Queen of Hearts | La vie en rose – Édith Piaf        | Gewonnen      |
| 4 | Mallard         | My House – Flo Rida                | Gewonnen      |
| 5 | Caterpillar     | If I Were a Boy – Beyoncé          | Gewonnen      |

|   | Kostüm     | Lied, Originalinterpret              | Ergebnis      |                      |
|   | Soft Serve | This Little Light of Mine – Jim Boyd | –             |                      |
|   |            |                                      |               | Indizien-Gegenstand  |
| 1 | Bull       | Make You Feel My Love – Bob Dylan    | Gewonnen      | IMac                 |
| 2 | Pepper     | No Tears Left to Cry – Ariana Grande | Gewonnen      | IPod                 |
| 3 | Skunk      | Square Biz – Teena Marie             | Gewonnen      | Pager mit Nummer 207 |
| 4 | Hamster    | Sabor a Mí – Álvaro Carrillo Alarcón | Ausgeschieden | Minifernseher        |
| 5 | Jester     | School’s Out – Alice Cooper          | Gewonnen      | Zerrissenes Jackett  |

|   | Kostüm          | Lied, Originalinterpret                | Ergebnis      |
| - | --------------- | -------------------------------------- | ------------- |
| 1 | Mallard         | Play Something Country – Brooks & Dunn | Gewonnen      |
| 2 | Caterpillar     | It’s Gonna Be Me – *NSYNC              | Gewonnen      |
| 3 | Queen of Hearts | River – Bishop Briggs                  | Gewonnen      |
| 4 | Banana Split    | Let ’er Rip – The Chicks               | Gewonnen      |
| 5 | Beach Ball      | Party in the U.S.A. – Miley Cyrus      | Ausgeschieden |

|   | Kostüm | Lied, Originalinterpret                  | Ergebnis      |
| - | ------ | ---------------------------------------- | ------------- |
| 1 | Bull   | Rain on Me – Lady Gaga & Ariana Grande   | Gewonnen      |
| 2 | Pepper | Sign of the Times – Harry Styles         | Ausgeschieden |
| 3 | Jester | Man of Constant Sorrow – Richard Burnett | Ausgeschieden |
| 4 | Skunk  | At Last – Ray Eberle & Pat Friday        | Gewonnen      |

|   | Kostüm          | Lied, Originalinterpret              | Ergebnis      | Indiziengegenstand                              |
| - | --------------- | ------------------------------------ | ------------- | ----------------------------------------------- |
| 1 | Banana Split    | Poker Face – Lady Gaga               | Gewonnen      | LED-Spiegel                                     |
| 2 | Caterpillar     | Friends in Low Places – Garth Brooks | Ausgeschieden | Bibelquiz-Siegerplakette                        |
| 3 | Mallard         | Fly – Sugar Ray                      | Ausgeschieden | Auszeichnung für die 10 Most Fascinating People |
| 4 | Queen of Hearts | She’s Got You – Patsy Cline          | Gewonnen      | Blockbuster Entertainment Award                 |

|   | Kostüm                      | Lied, Originalinterpret                                     | Ergebnis                                                    | Indizien-Gegenstand            |
| - | --------------------------- | ----------------------------------------------------------- | ----------------------------------------------------------- | ------------------------------ |
| 1 | Bull                        | Straight Up – Paula Abdul                                   | Gewonnen                                                    | Porträt von Alexander Hamilton |
| 2 | Skunk                       | I Never Loved a Man (The Way I Love You) – Aretha Franklin  | Ausgeschieden                                               | CD von Jill Scott              |
|   | Duett-Runde mit Gastsängern |                                                             |                                                             |                                |
| 3 | Bull & Jesse McCartney      | Breakeven – The Script                                      | Breakeven – The Script                                      |                                |
| 4 | Skunk & Michael Bolton      | Ain’t No Mountain High Enough – Marvin Gaye & Tammi Terrell | Ain’t No Mountain High Enough – Marvin Gaye & Tammi Terrell |                                |

|   | Kostüm                               | Lied, Originalinterpret                       | Ergebnis                                      |
| - | ------------------------------------ | --------------------------------------------- | --------------------------------------------- |
| 1 | Banana Split                         | Singin’ in the Rain – Doris Eaton Travis      | Ausgeschieden                                 |
| 2 | Queen of Hearts                      | Bird Set Free – Sia                           | Gewonnen                                      |
|   | Duett-Runde mit Rateteam             |                                               |                                               |
| 3 | Banana Split & Robin Thicke          | Don’t You Worry ’bout a Thing – Stevie Wonder | Don’t You Worry ’bout a Thing – Stevie Wonder |
| 4 | Queen of Hearts & Nicole Scherzinger | Dream On – Aerosmith                          | Dream On – Aerosmith                          |

|                   | Kostüm          | Lied, Originalinterpret                               | Ergebnis      |
| ----------------- | --------------- | ----------------------------------------------------- | ------------- |
| 1                 | Bull            | A Holly Jolly Christmas – The Quinto Sisters          | —             |
| 2                 | Queen of Hearts | Have Yourself a Merry Little Christmas – Judy Garland | —             |
| Zweiter Durchgang |                 |                                                       |               |
| 3                 | Bull            | You Gotta Be – Des’ree                                | —             |
| 4                 | Queen of Hearts | What’s Going On – Marvin Gaye                         | —             |
| Dritter Durchgang |                 |                                                       |               |
| 5                 | Bull            | Invisible – Hunter Hayes                              | Zweiter Platz |
| 6                 | Queen of Hearts | Firework – Katy Perry                                 | Gewinnerin    |

## Einschaltquoten
| Folge | Datum         | Live      | Live                | DVR (7 Tage) | DVR (7 Tage)   | Gesamt    | Gesamt         | Quelle |
| Folge | Datum         | Zuschauer | Rating/Share(18–49) | Zuschauer    | Rating (18–49) | Zuschauer | Rating (18–49) | Quelle |
| ----- | ------------- | --------- | ------------------- | ------------ | -------------- | --------- | -------------- | ------ |
| 1     | 22. Sep. 2021 | 4,74 Mio. | 1,1/8               | 1,76 Mio.    | 0,4            | 6,50 Mio. | 1,5            | [ 25 ] |
| 2     | 23. Sep. 2021 | 4,65 Mio. | 1,0/7               | 1,48 Mio.    | 0,4            | 6,13 Mio. | 1,4            | [ 26 ] |
| 3     | 29. Sep. 2021 | 4,55 Mio. | 1,0/7               | 1,45 Mio.    | 0,4            | 6,00 Mio. | 1,4            | [ 27 ] |
| 4     | 6. Okt. 2021  | 4,35 Mio. | 0,9/7               | 1,28 Mio.    | 0,3            | 5,63 Mio. | 1,2            | [ 28 ] |
| 5     | 13. Okt. 2021 | 4,60 Mio. | 1,0/7               | 1,61 Mio.    | 0,4            | 6,21 Mio. | 1,4            | [ 29 ] |
| 6     | 20. Okt. 2021 | 4,53 Mio. | 0,9/7               | 1,74 Mio.    | 0,5            | 6,27 Mio. | 1,4            | [ 30 ] |
| 7     | 3. Nov. 2021  | 4,20 Mio. | 0,9/7               | 1,30 Mio.    | 0,3            | 5,50 Mio. | 1,2            | [ 31 ] |
| 8     | 10. Nov. 2021 | 3,96 Mio. | 0,9/6               | 1,40 Mio.    | 0,3            | 5,36 Mio. | 1,2            | [ 32 ] |
| 9     | 17. Nov. 2021 | 4,64 Mio. | 1,0/8               | 1,47 Mio.    | 0,4            | 6,11 Mio. | 1,4            | [ 33 ] |
| 10    | 1. Dez. 2021  | 4,17 Mio. | 0,9/6               | 1,31 Mio.    | 0,3            | 5,48 Mio. | 1,2            | [ 34 ] |
| 11    | 8. Dez. 2021  | 4,32 Mio. | 0,8/6               | 1,61 Mio.    | 0,4            | 5,93 Mio. | 1,2            | [ 35 ] |
| 12    | 15. Dez. 2021 | 5,08 Mio. | 1,0/7               | 1,11 Mio.    | 0,2            | 6,19 Mio. | 1,2            | [ 36 ] |